# Mrk 590
Mrk 590 (NGC 863) je galaksija u zviježđu Kit.

## Vanjske poveznice
- SEDS: NGC 863